# Aedes tubbutiensis
Aedes tubbutiensis är en tvåvingeart som beskrevs av Nikolas Vladimir Dobrotworsky 1959. Aedes tubbutiensis ingår i släktet Aedes och familjen stickmyggor. Inga underarter finns listade i Catalogue of Life.